# Маршалл, Фрэнк Уилтон
Фрэнк Уи́лтон Ма́ршалл (англ. Frank Wilton Marshall; 13 сентября 1946 года, Глендейл, Калифорния, США) — американский кинорежиссёр и кинопродюсер, который часто работает в сотрудничестве со своей женой Кэтлин Кеннеди. Вместе с Кэтлин и Стивеном Спилбергом стал одним из основателей кинокомпании «Amblin Entertainment». В 1991 году вместе с Кэтлин Кеннеди основал кинокомпанию «The Kennedy/Marshall Company», у которой есть контракт с киностудией «DreamWorks Pictures». С мая 2012 года, когда Кеннеди стала президентом компании «Lucasfilm», Маршалл стал единственным руководителем «Kennedy/Marshall». Фрэнк Маршалл главным образом сотрудничает со Стивеном Спилбергом, Питером Богдановичем и М. Найтом Шьямаланом.

## Жизнь и карьера
Фрэнк Маршалл родился в городе Глендейле, штат Калифорния. Его отцом был композитор Джек Маршалл. Фрэнк до 15 лет жил в калифорнийском Ван Найсе. В 1961 году его семья переехала в Ньюпорт-Бич, где находилась школа Newport Harbor High School. Маршалл проявлял живой интерес к музыке, драме, также увлекался туризмом. В 1964 году поступил в UCLA на инженерный факультет. В период учёбы в UCLA он помогал создать первую футбольную команду NCAA, в которой он играл в 1966, 1967 и 1968 годах.
В 1967 году на дне рождения дочери режиссёра Джона Форда (друга его отца) он встретил режиссёра Питера Богдановича. Благодаря этому знакомству Фрэнк Маршалл смог попробовать себя в самых разных кинопрофессиях на съёмках первого фильма Богдановича. Кино, и всё что с ним связано, стало его страстью и любимым делом на всю жизнь. Ранее, после окончания в 1968 году UCLA, он планировал продолжить обучение на юриста, но, получив диплом специалиста Калифорнийского университета, стал членом съёмочной группы Богдановича (Location manager), работающей над фильмом «Последний киносеанс». Фрэнк продолжил работать с Богдановичем и в 1973 году впервые стал продюсером фильма «Бумажная луна». Фрэнк Маршалл сотрудничал с Питером Богдановичем ещё в 9 фильмах. Их 10-я совместная работа «The Other Side of the Wind» (где Богданович был не режиссёром, а актёром) закончена не была.

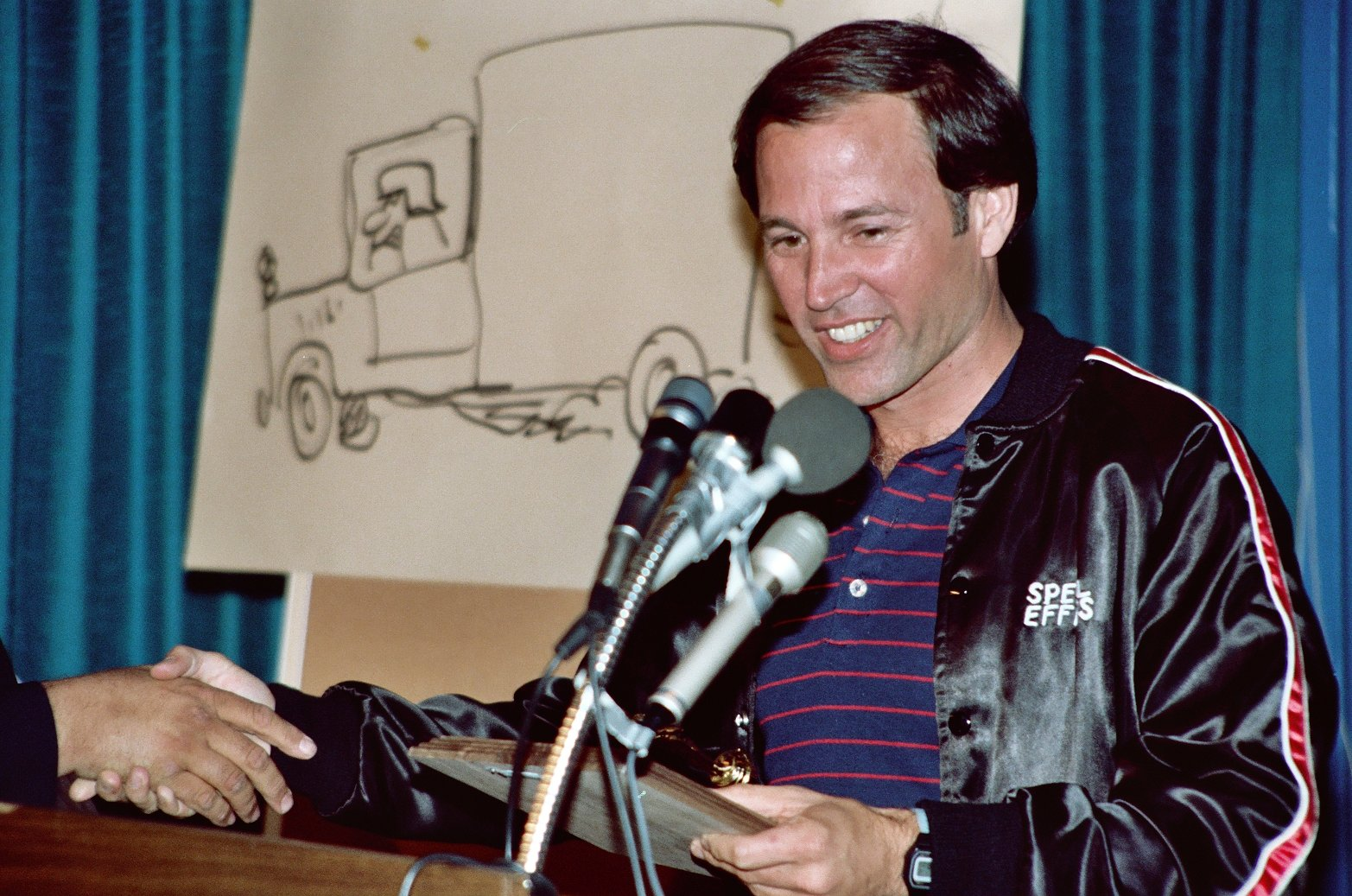
Маршалл в 1982 году

В 1981 году вместе со своей будущей женой Кэтлин Кеннеди и Стивеном Спилбергом основал компанию Amblin Entertainment, одну из самых производительных и прибыльных компаний в индустрии. Работая в Amblin Entertainment, получил пять номинаций на «Оскар» как продюсер за фильмы «Загадочная история Бенджамина Баттона» (2008), «Фаворит» (2003), «Шестое чувство» (1999), «Цветы лиловые полей» (1985) и «Индиана Джонс: В поисках утраченного ковчега» (1981).
Его режиссёрским дебютом стал фильм «Боязнь пауков» (1990) с Джеффом Дэниелсом в главной роли. Фильм неплохо окупился в прокате. В 1991 году вместе с Кеннеди создал компанию The Kennedy/Marshall Company и начал продюсировать свои собственные фильмы. Маршалл создал первый фильм компании «Живые», в сюжет которого легла реальная история о команде игроков в регби, выживших в Андах, после того, как их самолёт разбился. Далее он снял фильм «Конго» (1995), основанный на одноимённом романе Майкла Крайтона. В 2006 году он срежиссировал фильм «Белый плен», приключенческий фильм о преданности и дружбе, действие которого разворачивается в экстремальной природе Антарктики.

## Фильмография
| Год  | Фильм                                           | Режиссёр | Продюсер       | актёр | Роль                   | Примечания |
| ---- | ----------------------------------------------- | -------- | -------------- | ----- | ---------------------- | --- |
| 1971 | Последний киносеанс                             |          |                | Да    | Томми Логан            | |
| 1973 | Бумажная луна                                   |          | Да             |       |                        | |
| 1975 | Наконец-то любовь                               |          | Да             |       |                        | |
| 1976 | Торговцы грёзами                                |          | Да             | Да    | помощник Дисндейла     | |
| 1981 | Индиана Джонс: В поисках утраченного ковчега    |          | Да             | Да    | Пилот боевого самолета | Номинация на «Оскар» за лучший фильм Номинация на BAFTA за лучший фильм                                             |
| 1982 | Полтергейст                                     |          | Да             |       |                        | |
| 1984 | Индиана Джонс и храм судьбы                     |          | Исполнительный | Да    | турист в аэропорту     | |
| 1985 | Цветы лиловые полей                             |          | Да             |       |                        | Номинация на «Оскар» за лучший фильм Номинация на «Золотой глобус» за лучший фильм                                  |
| 1985 | Назад в будущее                                 |          | Исполнительный |       |                        | Номинация на BAFTA за лучший фильм                                                                                  |
| 1986 | Долговая яма                                    |          | Да             |       |                        | |
| 1987 | Империя солнца                                  |          | Да             |       |                        | |
| 1987 | Батарейки не прилагаются                        |          | Исполнительный |       |                        | |
| 1988 | Кто подставил кролика Роджера                   |          | Да             |       |                        | Премия «Сатурн» за лучший фильм-фэнтези Номинация на «Золотой глобус» за лучший фильм — комедия или мюзикл          |
| 1988 | Земля до начала времён                          |          | Исполнительный |       |                        | |
| 1989 | Всегда                                          |          | Да             |       |                        | |
| 1989 | Назад в будущее 2                               |          | Исполнительный |       |                        | |
| 1989 | Индиана Джонс и последний крестовый поход       |          | Исполнительный |       |                        | Номинация на «Сатурн» за лучшую режиссуру                                                                           |
| 1990 | Боязнь пауков                                   | Да       | Исполнительный |       |                        | Номинация на «Сатурн» за лучшую режиссуру                                                                           |
| 1990 | Назад в будущее 3                               |          | Исполнительный |       |                        | |
| 1991 | Мыс страха                                      |          | Исполнительный |       |                        | |
| 1991 | Капитан Крюк                                    |          | Да             |       |                        | |
| 1992 | Как я провёл каникулы                           |          | Исполнительный |       |                        | Direct-to-video |
| 1992 | Безумные подмостки                              |          | Да             |       |                        | |
| 1993 | Живые                                           | Да       |                |       |                        | |
| 1994 | Карманные деньги                                |          | Да             |       |                        | |
| 1995 | Индеец в шкафу                                  |          | Да             |       |                        | |
| 1995 | Конго                                           | Да       | Исполнительный |       |                        | Номинация на «Золотую малину» за худшую режиссуру Номинация на «Сатурн» за лучшую режиссуру                         |
| 1999 | Шестое чувство                                  |          | Да             |       |                        | Номинация на «Оскар» за лучший фильм Номинация на BAFTA за лучший фильм                                             |
| 2002 | Знаки                                           |          | Да             |       |                        | |
| 2002 | Идентификация Борна                             |          | Исполнительный |       |                        | Номинация на «Сатурн» за лучший приключенческий фильм, боевик или триллер                                           |
| 2003 | Фаворит                                         |          | Да             |       |                        | Номинация на «Оскар» за лучшую режиссуру                                                                            |
| 2004 | Превосходство Борна                             |          | Да             |       |                        | Номинация на «Сатурн» за лучший приключенческий фильм, боевик или триллер                                           |
| 2006 | Катание по Марсу                                |          | Да             |       |                        | |
| 2006 | Белый плен                                      | Да       | Исполнительный |       |                        | |
| 2007 | Ультиматум Борна                                |          | Да             |       |                        | |
| 2008 | Индиана Джонс и Королевство хрустального черепа |          | Да             |       |                        | Премия «Золотая малина» за худший приквел, сиквел, ремейк или плагиат                                               |
| 2008 | Загадочная история Бенджамина Баттона           |          | Да             |       |                        | Премия «Сатурн» за лучший фильм-фэнтези Номинация на «Оскар» за лучший фильм Номинация на BAFTA за лучший фильм     |
| 2009 | Рыбка Поньо на утёсе                            |          | Исполнительный |       |                        | |
| 2010 | Повелитель стихий                               |          | Да             |       |                        | Премия «Золотая малина» за худший фильм Номинация на «Золотую малину» за худший приквел, сиквел, ремейк или плагиат |
| 2012 | Ариэтти из страны лилипутов                     |          | Исполнительный |       |                        | |
| 2012 | Эволюция Борна                                  |          | Да             |       |                        | |
| 2015 | Мир юрского периода                             |          | Да             |       |                        | |
| 2016 | Большой и добрый великан                        |          | Да             |       |                        | |
| 2016 | Джейсон Борн                                    |          | Да             |       |                        | |
| 2016 | Чудо на Гудзоне                                 |          | Да             |       |                        | |
| 2016 | Кредо убийцы                                    |          | Да             |       |                        | |
| 2018 | Мир юрского периода 2                           |          | Да             |       |                        | |
| 2019 | Битва у Биг-Рок                                 |          | Да             |       |                        | |
| 2023 | Индиана Джонс 5                                 |          | Да             |       |                        | |